# برايان ميرفي (لاعب كريكت)
برايان ميرفي (1 ديسمبر 1976 بهراري في زيمبابوي - ) (بالإنجليزية: Brian Murphy)‏ هو لاعب كريكت زيمبابوي. لعب مع منتخب زمبابوي للكريكت.

## وصلات خارجية
- برايان ميرفي على موقع إي آس بي آن كريك إنفو (الإنجليزية)